# ル・タンプル＝ド＝ブルターニュ
ル・タンプル＝ド＝ブルターニュ （Le Temple-de-Bretagne）は、フランス、ペイ・ド・ラ・ロワール地域圏、ロワール＝アトランティック県のコミューン。県内で最も面積の小さいコミューンである。

## 地理

県におけるル・タンプル＝ド＝ブルターニュの位置

アルモリカ山塊の尾根であるシヨン・ド・ブルターニュの中にある。ナントの北西20kmのところにある。
1999年にINSEEがまとめた順位表によると、ル・タンプル＝ド＝ブルターニュは都市化された農村型コミューンで、ナント都市部の一部、ナント＝サン＝ナゼール都市空間の一部である。

## 歴史
ソートロンの村を後にしてナントまでの道の中間地点、ナントから5リーグの距離にあり、ヴァンヌからの主要道上にある集落で、人々は足を止めなければならなかった。小さな集落はかつてコマンドリーであった。聖地の騎士たちが荒地や森に隠れた犯罪者に対して通行人を守るために設置したのである。先祖たちはこの場所をル・タンプル・モーペルテュイ（Le Temple Maupertuis、悪しき渡し）と呼んだ。これはなりたちと位置の両方を意味している。
聖地で巡礼者の守護を行っていたテンプル騎士団は、フランス王とブルターニュ公から資金と土地を寄付された。ナントにあるサント・カトリーヌのコマンドリーでそうしたように、テンプル騎士団はそこに新兵を訓練する機関を置いていた。彼らはル・タンプル・モーペルテュイのような戦略的要所に守備隊を設置していた。1312年、テンプル騎士団は解散させられた。
その後聖ヨハネ騎士団がテンプル騎士団の資産を引き継いだ。
フランス革命暦8年収穫月10日（1800年6月28日）、コミューンの名が単にル・タンプルとすることが決められた。しかし、フランス各地の旧コマンドリーに付けられた地名と混同されることから、「ブルターニュの」を意味するde Bretagneが付け足されることになった。

## 人口統計
| 1962年 | 1968年 | 1975年 | 1982年 | 1990年 | 1999年 | 2006年 | 2012年 |
| ------ | ------ | ------ | ------ | ------ | ------ | ------ | ------ |
| 539    | 519    | 612    | 1009   | 1420   | 1557   | 1768   | 1865   |

source=1999年までLdh/EHESS/Cassini、2004年以降INSEE